# Kis
 Ovo je glavno značenje pojma Kis. Za pleme pogledajte Kis (pleme).
Kusai je grčko ime naselja u Egiptu, koje su Egipćani zvali Kis (ili Qis). Danas se grad zove al-Qusiya, a smješteno je na zapadnoj obali Nila. Nekada je grad bio na granici dijela Egipta koji su kontrolirali Hiksi. 

## Opis
Ovdje se nalazilo sjedište kulta božice Hator. Također je u njemu bila i nekropola koju se rabilo za vrijeme srednjeg kraljevstva za čuvanje grobnice mjesnih aristokrata.
Tijekom 5. stoljeća prije Krista, u ovom gradiću je bio kamp starorimske legije latinskog imena Legio II Flavia Constantia.